# Черницкий, Виталий Михайлович
Черницкий, Виталий Михайлович (родился 20 августа 1948 года в Томске) — советский, российский музыкант, композитор. Обрёл всесоюзную славу как автор песен к фильму «Пацаны».

## Биография

### Детство, образование
Родился в городе Томск. C детства увлекался музыкой. Ещё школьником освоил гитару. Большое влияние на музыкальные вкусы Черницкого оказало творечество группы The Beatles. В старших классах стал сочинять песни. Однако из-за травмы руки, полученной в юности, пришлось навсегда отказаться от занятий по классу фортепиано.
После окончания школы приехал в Ленинград. С тех пор постоянно проживал на берегах Невы. В 1972 году окончил Ленинградский институт культуры (ЛГИКИ). Работал в области информационных технологий. Руководил патентной службой в одном из ленинградских Научно-исследовательских институтов (НИИ).

### Музыкальная карьера
Весной 1971 годов Виталий Черницкий стал участником в составе ленинградского вокально-инструментального ансамбля (ВИА) «Аргонавты». В коллективе играли в основном студенты и выпускники Военмеха. После того, как в советскую армию призвали гитариста, певца и автора песен Петра Жукова, на его место пригласили студента ЛГИКИ Черницкого.
Играл на ритм-гитаре, вокалировал. Черницкий стал автором нескольких песен из репертуара коллектива, в том числе — «Корабли». Всё началось с того, что Виталий предложил коллегам включить в репертуар хит Swallow американского музыканта Рода МакКьюэна. Именно этот человек открыл для англоязычного музыкального рынка творчество Жака Бреля (его Seasons In The Sun стала хитом № 1 в исполнении Терри Джекса), Жильбера Беко, Мишеля Сарду и других европейских шансонье. Виталий сам перевёл Swallow, а Виктор сделал свободное поэтическое переложение песни под названием «Корабли». Черницкий и соло-гитарист группы «Аргонавты» Александр Глазатов репетировали ещё несколько песен МакКьюэна (The Habit, The Lovers of December). Но до сцены эти треки так и не дошли.
Черницкий во время работы в ВИА «Аргонавты» написал ещё несколько песни в соавторстве с ленинградским поэтом Виктором Большаковым. Позднее отдельную известность обрела написанная ими песня «Река Оккервиль», посвящённая речке Оккервиль, протекающей в городской черте Санкт-Петербурга.
Уже ссенью 1971 года Черницкий расстался с группой «Аргонавты». В том числе из-за необходимости писать диплом и готовить его защиту. Работая в одном из ленинградских НИИ, Виталий не оставлял занятия музыкой. Но чаще выступал сольно с гитарой в клубах авторской песни.
В середине 1970-х Черницкий объединился в дуэт с бардом Виктором Фёдоровым (к слову, выпускником Военмеха), и стал писать песни на его стихи. В 1976 году оба музыканта стали лауреатами фестиваля авторской песни в Риге.
В 1982 кинорежиссёр Динара Асанова пригласила Виталия написать песни к картине «Пацаны», над которой в этой время работала. В фильм вошли старые и новые песни Черницкого и Большакова. Виталий сам спел весь материал. Настоящими хитами стали песни «Бродяга», «Я подозвал коня…» («Вальс»), «Письмо» и другие. Правда на экране автор появился только в маленьком эпизоде. Роль вокалиста с гитарой в картине исполнял Виктор Михеев, по сюжету — командир отряда «Славян». Кстати, Михеев действительно был неплохим музыкантом.
Песни из фильма «Пацаны» стали очень популярны. Яркие мелодии и сильный вокал стали особой приметой этих хитов. Так как отдельной пластинки с композициями не вышло, то распространялись они через магнитоальбомы или записи на компакт-кассетах. Интересно, что часть аранжировок для саундтрека была создана бывшим участником ВИА «Аргонавты» Сергеем Дорошенко.
Следующей работой музыканта на экране стала лента Ленинградской студии документальных фильмов «Урок права», снятая в 1983 году. Там прозвучала, в частности, песня «Детство, детство» написанная Виталиев на стихи Виктора Фёдорова. В 1986 оператор и режиссёр Дмитрий Долинин, ставший известным после фильма «Полосатый рейс», позвал Черницкого написать саундтрек к картине «Сентиментальное путешествие на картошку» («Ленфильм», 1986 год). Виталий сыграл в ленте эпизодическую роль дружинника в деревенском клубе.
В 1986 году, с началом Перестройки, многие, в том числе и Виталий Черницкий, бросили работу, чтобы полностью посвятить себя творчеству. В конце 1980-х годов он не раз принимал участие в съёмках телевизионных передач. В числе прочих, он был гостем таких популярных программах, как «Музыкальный ринг» и «Кружатся диски». Черницкий начал ездить на гастроли и давать сольные концерты. На песню «Река Оккервиль» был снят клип, который неоднократно показывали по ленинградскому телевидению.

### После 1995 года
В середине 1990-х Черницкий с товарищем создал предприятие по реставрации памятников культуры. В частности, именно его мастерская занималась изготовлением скульптур для нового здания Публичной Библиотеки на Московском проспекте, готовила к установке памятник Царь-плотник на Адмиралтейской набережной и принимала участие в реставрации других объектов.
Как ни странно, долгие годы песни Черницкого не были записаны профессионально и не издавались. Только в 2007 на VCStudio музыкант подготовил к изданию альбом «Любовь и музыка», в который вошло пять песен из фильма «Пацаны» и пять более свежих работ.
Музыкант ведёт очень замкнутый образ жизни. Он не даёт интервью и крайне редко принимает участие в концертах.

## Увлечения
Помимо музыки Виталий Чернецкий очень серьёзно занимался живописью и графикой.

## Фильмография
- «Пацаны» (1983, режиссёр Динара Асанова).
- «Урок права» (1983, документальный фильм).
- «Сентиментальное путешествие на картошку» (1986, режиссёр Дмитрий Долин).

## Дискография
- «Любовь и музыка» (2007, VCStudio).

## Известные песни
- «Я подозвал коня» («Вальс»).
- «Бродяга».
- «Письмо».
- «Оккервиль».